# Ernst Lavén
Ernst Wilhelm Lavén, född den 18 juni 1841 i Solna socken, Stockholms län, död den 6 februari 1916 i Jönköping, var en svensk militär. 
Lavén blev underlöjtnant vid Jönköpings regemente 1860, löjtnant där 1862, kapten 1878, major 1890 och överstelöjtnant 1894. Han befordrades till överste i armén 1899 och beviljades avsked samma år. Lavén blev riddare av Svärdsorden 1882.